# San Lorenzo (Napoli)
(Gennaro Aspreno Galante)
San Lorenzo (in napoletano San Lurenzo) è un quartiere di Napoli, che assieme ai quartieri Poggioreale, Zona Industriale e Vicarìa forma la  municipalità 4 del comune.
Confina a sud con i quartieri Pendino e San Giuseppe (piazza Dante, via Port'Alba, via S.Pietro a Maiella, piazza Luigi Miraglia, via dei Tribunali, via Nilo, piazzetta Nilo) e con Zona Industriale (corso Novara, piazza Garibaldi), a ovest col quartiere Avvocata (piazza Dante, via Enrico Pessina), a nord con i quartieri Stella e San Carlo all'Arena, ad est con il quartiere Vicaria (via Arenaccia, corso Novara). Nei pressi di piazzetta Nilo confina anche, in un punto, con il quartiere Porto.
San Lorenzo è in genere considerato il cuore storico della città; per gli antichi lo era certamente dato che, sin dai tempi della fondazione greca, sorgeva qui l'Agorà, fulcro delle dinamiche sociali ed economiche, nei pressi di quella che è oggi la Basilica di San Lorenzo Maggiore. È vero pure che ancora oggi San Lorenzo concentra gli elementi tipici della tradizione napoletana e gli aspetti caratteristici che hanno reso la città celebre nel mondo.
Il quartiere comprende una parte di Forcella, il Borgo Sant'Antonio Abate e la Vicarìa vecchia, mentre la Vicarìa nuova, comprendente  il Vasto rione costruito negli anni del Risanamento, costituisce un quartiere a sé stante ufficialmente denominato semplicemente "Vicarìa".

## Monumenti e luoghi d'interesse
Su via Santa Maria di Costantinopoli c'è l'Accademia di Belle Arti, opera di Errico Alvino (1863). Sulla via Conte di Ruvo si apre il prospetto del Teatro Bellini, costruito da Carlo Sorgente (1876-77). Riprendendo via Santa Maria di Costantinopoli, di fronte si vede il magnifico prospetto di Santa Maria della Sapienza di Francesco Grimaldi (1614-1638), con la facciata di Cosimo Fanzago, attualmente chiusa al pubblico. Di fronte a piazza Bellini, si apre il prospetto di palazzo Firrao, realizzato nella prima metà del XVII secolo da Cosimo Fanzago. Di fronte, la chiesa di San Giovanni Battista delle Monache, realizzata da Francesco Antonio Picchiatti nel 1681.
- Accademia di Belle Arti
- Castel Capuano
- Chiesa di San Giovanni a Carbonara
- Cappella Sansevero
- Chiesa di Santa Caterina a Formiello
- Duomo di Santa Maria Assunta
- Chiesa dei Santi Apostoli
- Museo d'arte contemporanea Donnaregina

## Viabilità e trasporti
Il quartiere è servito dalla Linea 2 con la Stazione di Napoli Piazza Cavour e dalla Linea 1 con la stazione Museo.
 Il quartiere è servito dai normali bus e tram di linea della città.